# StarCraft
StarCraft es un videojuego de estrategia en tiempo real de ciencia ficción militar desarrollado por Blizzard Entertainment. El primer juego de la serie StarCraft fue lanzado para Microsoft Windows el 31 de marzo de 1998. Es uno de los juegos más vendidos para ordenador con más de 11 millones de copias vendidas a nivel mundial hasta febrero de 2009. Una versión para Mac OS fue lanzada en marzo de 1999, y una adaptación para el Nintendo 64, desarrollada en conjunto con Mass Media Interactive Entertainment, fue lanzada el 13 de junio del 2000. El trabajo con el juego comenzó poco después del lanzamiento de Warcraft II: Tides of Darkness en 1995. StarCraft debutó en el E3 en 1996, donde se lo comparó desfavorablemente con Warcraft II, y, como resultado, el proyecto fue revisado por completo y luego exhibido al público a principios de 1997, recibiendo una respuesta mucho más positiva. StarCraft ha tenido su historia adaptada y ampliada a través de una serie de novelas, el pack de expansión StarCraft: Brood War y dos complementos autorizados, (StarCraft: Brood War también está disponible para Nintendo 64 solo con el Expansion Pak). La secuela del juego, StarCraft II: Wings of Liberty, fue lanzada en julio de 2010, con sus 2 posteriores expansiones y una reedición llamada StarCraft: Remastered fue lanzada en agosto de 2017, pasando la versión original (expansión Brood War incluida) de ser de pago a ser gratuita.
Ambientada en el siglo XXVI, el juego gira en torno a tres especies que luchan por el dominio en una parte distante de la galaxia Vía Láctea, conocido como el Sector Koprulu: los Terran, humanos exiliados de la Tierra y hábiles en adaptarse a cualquier situación; los Zerg, una raza de insectoides alienígenas en busca de la perfección genética, obsesionada con la asimilación de otras razas, y los Protoss, una especie humanoide con tecnología avanzada y habilidades «psiónicas», tratando de preservar su civilización y también de manera estricta su filosofía de vida de los mismos Zerg. El juego ha sido elogiado por ser pionero en el uso de las facciones únicas de juego de estrategia en tiempo real y de una historia convincente.
Muchos de los periodistas de la industria han elogiado al StarCraft como uno de los mejores y más importantes videojuego de todos los tiempos, y por haber elevado el listón para el desarrollo de videojuegos de estrategias en tiempo real. El StarCraft multijugador es especialmente popular en Corea del Sur. En ese país hay jugadores y equipos profesionales que tienen patrocinadores y participan en competencias transmitidas por televisión.

## Sistema de juego
El uso de Blizzard Entertainment de tres razas distintas en StarCraft es ampliamente reconocido por revolucionar el género de videojuegos de estrategia en tiempo real. Todas las unidades son exclusivas de sus razas respectivas y, aunque se puedan sacar comparaciones entre ciertos tipos de unidades en el árbol tecnológico, cada unidad funciona de manera diferente y requiere de tácticas diferentes para que el jugador pueda tener éxito. Los enigmáticos Protoss tienen acceso a poderosas unidades, maquinarias y a tecnologías avanzadas, tales como escudos de energía y capacidades superlumínicas, impulsados por sus rasgos psiónicos. Sin embargo, sus fuerzas tienen procesos de fabricación largos y costosos, estimulando a los jugadores a seguir una estrategia de acuerdo a la calidad de sus unidades más que a la cantidad de las mismas. Los Zerg tienen unidades y estructuras insectoides totalmente orgánicas, que pueden ser producidas de forma rápida y con un costo mucho más barato de recursos, pero son, por lo tanto, más débiles, y se basan más en números absolutos y en la velocidad para abrumar a sus enemigos. Los Terrans proporcionan un punto intermedio entre las otras dos razas, proporcionando unidades que son versátiles y flexibles. Ellos tienen acceso a una amplia gama de tecnologías militares y maquinaria balística, tales como tanques y armas nucleares. Aunque cada raza es única en su composición, ninguna tiene una ventaja innata sobre la otra. Cada especie es compensada por lo que, aunque tienen diferentes fortalezas, competencias y habilidades, su fuerza total es la misma. El equilibrio se mantiene completo a través de los parches poco frecuentes (actualizaciones del juego) proporcionados por Blizzard.
StarCraft cuenta con inteligencia artificial con escalas de dificultad, aunque el jugador no puede cambiar el nivel de dificultad en las campañas para un jugador. Cada campaña se inicia con las facciones enemigas de modo fácil del IA, y se amplia a través del curso de la campaña de modo que cada vez el juego se haga cada vez más difícil. En el editor de niveles del juego, el diseñador tiene acceso a cuatro niveles de dificultad de la IA: «Fácil», «Medio», «Difícil» y «Loco», cada uno con ajustes en las diferentes unidades y tecnologías de las facciones de la IA y la extensión de la planificación táctica y estratégica de la IA. La campaña para un solo jugador consta de treinta misiones, divididas en diez para cada raza.

### Gestión de recursos
Cada raza cuenta con dos recursos diferentes para sostener sus economías del juego y la construcción de sus fuerzas: minerales y gas vespeno. Los minerales son necesarios para todas las unidades y estructuras, y se obtienen mediante el uso de una unidad de los trabajadores para cosechar la descarga directamente desde los nodos de mineral repartidos por todo el campo de batalla. Los jugadores requieren gas vespeno para construir unidades avanzadas y edificios, y se adquieren mediante la construcción de una refinería en la parte superior de un géiser y el uso de unidades de trabajo para extraer el gas de ella. Además, los jugadores necesitan construir depósitos de suministros para poder generar unidades, ya sea de trabajo, de transporte o militares. El tipo de almacén de suministros (control de población) es diferente para cada raza. Los Terran utilizan centros de mando y depósitos de suministro para almacenar unidades, los Protoss deben construir pilones y nexos para aumentar su poder psiónico y la población Zerg se regula con las unidades de control de los superamos presentes. Las tres razas necesitan de estos sistemas, lo que permite a los jugadores crear nuevas unidades cuando hay recursos suficientes para mantenerlos. Cada sistema tiene sus efectos secundarios, el depósito Terran es un edificio que no tiene ninguna otra utilidad. Los grupos de pilones protoss son necesarios para construir edificios, mientras que los Superamos Zerg son más útiles, sirven como detectores de unidades ocultas y también como transporte para unidades terrestres, ya que son unidades voladoras.

### Construcción
Para los Protoss y Zerg, la construcción de edificios está limitada a lugares específicos: los edificios Protoss, al construirse, deben estar vinculados a una red energética que cada pilón produce hasta cierto rango de longitud, pero los edificios (salvo el nexo) quedan desactivados si el pilón es destruido, mientras que casi todas las estructuras Zerg deben ser colocadas sobre una sustancia de biomasa, denominada «biomateria», que es producida por ciertas estructuras. Los edificios Terran son mucho menos limitados, ciertas estructuras a partir de una actualización comprada en la base primaria tienen la capacidad de despegar y volar lentamente a una nueva ubicación, dirigidas por el jugador de esa civilización. A pesar de eso, los edificios Terran, sin embargo, requieren un trabajador para continuar la construcción del edificio hasta que se complete. Además, una vez que un edificio Terran ha sido dañado en cierta cantidad (hasta un mínimo), se incendia sin necesidad de la acción del enemigo y con tiempo puede autodestruirse, aunque esto se puede evitar mediante las reparaciones realizadas por un trabajador (VCE en español o SCV en inglés) o varios a la vez. Los Protoss, por el contrario, sólo requieren una unidad de trabajo para iniciar el proceso de transposición (traer al mapa) de un edificio para el teatro de operaciones a través de la urdimbre, y apenas inicia la operación de traer un edificio nuevo el trabajador Protoss queda liberado para continuar con las tareas. La unidad trabajadora de los Zerg se transforma, físicamente, en la estructura creada, que es capaz de curarse lentamente (hasta su totalidad si no es destruida); es decir, una vez que el trabajador Zerg se convierte por mutación y evolución en la base orgánica este desaparece, no está más como trabajador, a menos que el proceso de formación se cancele antes de concluirse, por lo que la base orgánica desaparece y vuelve el trabajador a estar disponible. Por lo general, la interfaz muestra las 3 barras: La barra de vida que indica cuantos daños resiste hasta que la unidad o edificio sea destruido, la barra de escudos, presentes en unidades y edificios protoss que repele los daños antes que llegue a la estructura y una tercera barra que es de potencia, que se consume si usa una habilidad.

### Multijugador
La función Multijugador de StarCraft se alimenta a través del servicio de Blizzard Entertainment en Internet de Battle.net. A través de este, un máximo de ocho jugadores pueden competir en una variedad de modos de juego, incluyendo simplemente la destrucción de todos los otros jugadores en un nivel (que puede ser competitivo, como en el juego de escalera, o no clasificado, como en el juego cuerpo a cuerpo), el Rey de la colina y capturar la bandera pueden ser los objetivos basados en los juegos. Además, el juego incorpora una variedad de escenarios especializados para diferentes tipos de juego, tales como la simulación de un partido de fútbol americano, utilizando la unidad aeromotor Terran para llevar a cabo una carrera ciclista, o que albergan una competición de caza Zerg. StarCraft es también uno de los pocos juegos que incluyen una instalación de desove, lo que permite limitar al multijugador. En las versiones de discos, se debe instalar desde un disco, y requiere una clave del producto para trabajar al igual que hace la versión completa. Sin embargo, la clave del producto puede soportar hasta ocho instalaciones generadas con el acceso a Battle.net. Las limitaciones que la instalación genera incluyen la incapacidad para jugar un solo jugador en las misiones, crear los juegos multijugador o utilizar el editor de campañas. Las versiones más recientes del juego disponibles a través de Battle.net o en discos que incluyen la etiqueta de Windows Vista no son compatibles con la instalación de desove.

## Desarrollo
Blizzard Entertainment comenzó el desarrollo de StarCraft en 1995, poco después del lanzamiento del gran éxito Warcraft II: Tides of Darkness. Usando el motor del Tides of Darkness como base, StarCraft hizo su debut en el E3 de 1996. Una versión del juego, reunido por iniciativa del equipo programador de Bob Fitch, recibió una respuesta débil en la convención y fue criticado por muchos por ser un «Warcraft en el espacio.» Como consecuencia de esto todo el proyecto fue revisado, con lo que el foco de atención cambió hacia la creación de tres especies distintas. Bill Roper, uno de los productores del juego, ha indicado que este sería un cambio importante respecto del enfoque de Warcraft, comparando sus dos lados iguales a los del ajedrez e indicó que StarCraft permitiría a los jugadores "desarrollar estrategias muy particulares sobre la base de cada especie [del juego], y requeriría [a los jugadores] a pensar en diferentes estrategias para combatir a las otras dos especies." A principios de 1997, la nueva versión de StarCraft se dio a conocer, recibiendo una respuesta mucho más positiva.
Sin embargo, el juego se vio afectado aún por las dificultades técnicas, por lo que Bob Fitch rediseñado por completo el motor de Warcraft II al plazo de dos meses para asegurarse de que muchas de las características deseadas por los diseñadores, como las capacidades de las unidades de madriguera y la capa, podrían ser implementados. Más tarde, a las mejoras del juego incluyeron sprites pre-renderizados y fondos, construidos con 3D Studio Max. La vista isométrica también fue adoptada por el juego, en contraste con la perspectiva Warcraft II. Además, el juego utiliza música de alta calidad, compuesta por compositores residentes de Blizzard, y los actores profesionales de voz fueron contratados.
Pese a los avances, StarCraft tardó en surgir. Los continuos retrasos inspiró a un grupo de fanes de StarCraft en los foros oficiales que etiquetaron a sí mismos "Operation: Can't Wait Any Longer" ("Operación: No se puede esperar más tiempo") para escribir una serie de historias de ficción en la que los miembros de la Operación CWAL trataron de recuperar la versión beta del StarCraft de Blizzard en su sede en Irvine, California. Para rendir homenaje a su presencia en los foros y su entusiasmo por el juego, Blizzard Entertainment incorporado más tarde el nombre del grupo en StarCraft como un código de trucos para acelerar la producción de unidades y le dio las gracias al grupo en los créditos del juego. El juego fue lanzado para Windows el 31 de marzo de 1998, y la versión para Mac OS un año después, en marzo de 1999. El desarrollo de una versión para Nintendo 64, StarCraft 64, se inició en 1999, convertido desde la versión para PC de Mass Media Interactive Entertainment, subsidiaria de THQ, y publicado por Nintendo. StarCraft 64 fue lanzado el 13 de junio de 2000 en los EE. UU. y el 16 de junio de 2000 en Europa.

### Banda sonora
La partitura musical de StarCraft fue compuesta por compositores internos de Blizzard Entertainment. Derek Duke y Glenn Stafford compusieron los temas de los menús y la música en el juego, mientras que Jason Hayes compuso la música utilizada en las escenas de corte cinematográfico. Tracy Bush proporcionó apoyo adicional en la composición. La banda sonora del juego fue bien recibida por los críticos, que la han descrita como "apropiadamente melódico y oscuro" e "impresionante", con un crítico señalando que parte de la música le debe mucho de su inspiración a la música incidental de Jerry Goldsmith para la película Alien, el octavo pasajero. La primera lista de canciones del juego, StarCraft: Game Music Vol. 1, fue lanzado en 2000, que comprende tanto las pistas de StarCraft y Brood War, así como una porción considerable de pistas y remixes de música inspirada en StarCraft, creados por varios disc-jockey de Corea del Sur. La banda sonora fue distribuido por Net Vision Entertainment. En septiembre de 2008, Blizzard Entertainment anunció que una segunda tanda de canciones, conocida como StarCraft Original Soundtrack, había sido lanzada en iTunes. Esta banda sonora estaba compuesto únicamente de la música original de StarCraft y Brood War, tanto de los temas del juego como en la música utilizada en las escenas cinemáticas.

| StarCraft: Game Music Vol. 1 |                                      |                        |          |  |
| N.º                          | Título                               | Escritor(es)           | Duración |  |
| 1.                           | «Prologue: Requiem»                  | Blizzard Entertainment | 2:13     |  |
| 2.                           | «Rescue The Marines (Remix)»         | "Honey Family"         | 3:47     |  |
| 3.                           | «Nuclear Attack»                     | Jung Dana              | 4:11     |  |
| 4.                           | «12th Area (Terran Theme)»           | "Jijix"                | 4:29     |  |
| 5.                           | «Zerg Are Coming (Zerg Theme)»       | Shin Hae Chul          | 4:37     |  |
| 6.                           | «Kerrigan»                           | Blizzard Entertainment | 4:14     |  |
| 7.                           | «I Felt It Was You»                  | "Mina"                 | 3:39     |  |
| 8.                           | «John's Prediction»                  | "MC Sniper"            | 5:08     |  |
| 9.                           | «Overmind Theme»                     | Nam Koong Yun          | 3:55     |  |
| 10.                          | «For Adun (Protoss Theme)»           | "Novasonic"            | 2:46     |  |
| 11.                          | «Rescue The Marines (Radio Version)» | "Honey Family"         | 3:32     |  |
| 12.                          | «Epilogue»                           | Blizzard Entertainment | 5:04     |  |
| 13.                          | «Nonstop Remix»                      | Blizzard Entertainment | 6:53     |  |
| 56:49                        |                                      |                        |          |  |

| StarCraft Original Soundtrack |                                        |          |  |
| N.º                           | Título                                 | Duración |  |
| 1.                            | «StarCraft Main Title»                 | 2:26     |  |
| 2.                            | «First Contact»                        | 1:56     |  |
| 3.                            | «Terran One»                           | 4:56     |  |
| 4.                            | «Terran Ready Room»                    | 0:45     |  |
| 5.                            | «Terran Two»                           | 3:56     |  |
| 6.                            | «Terran Defeat»                        | 0:50     |  |
| 7.                            | «Terran Three»                         | 4:24     |  |
| 8.                            | «The Death of the Overmind»            | 1:49     |  |
| 9.                            | «Protoss One»                          | 4:44     |  |
| 10.                           | «Protoss Ready Room»                   | 1:26     |  |
| 11.                           | «Protoss Two»                          | 4:51     |  |
| 12.                           | «Protoss Defeat»                       | 1:00     |  |
| 13.                           | «Protoss Three»                        | 5:03     |  |
| 14.                           | «Zerg Ready Room»                      | 0:31     |  |
| 15.                           | «Zerg One»                             | 4:40     |  |
| 16.                           | «Zerg Defeat»                          | 0:24     |  |
| 17.                           | «Zerg Two»                             | 5:07     |  |
| 18.                           | «Zerg Victory»                         | 0:34     |  |
| 19.                           | «Zerg Three»                           | 5:06     |  |
| 20.                           | «Brood War: Aria»                      | 2:06     |  |
| 21.                           | «Funeral for a Hero»                   | 0:32     |  |
| 22.                           | «Terran Victory»                       | 0:52     |  |
| 23.                           | «Dearest Helena»                       | 0:54     |  |
| 24.                           | «The Ascension»                        | 0:52     |  |
| 25.                           | «Char Falls Under Directorate Control» | 0:43     |  |
| 26.                           | «Fury of the Xel'Naga»                 | 3:07     |  |
| 63:34                         |                                        |          |  |

## Misiones para un jugador

### Starcraft
En el juego para un jugador y su expansión están divididos en tres episodios, uno por cada especie en cada parte del juego. Cada uno de los episodios está dividido en 10 misiones con algunos videos cinematográficos intercalados como se muestra a continuación.

#### Raza: Terran
1. Tutorial:Las tierras áridas
2. La estación remotaVideo: Patrulla de los yermos
3. Alianza desesperada
4. La instalación Jacobs
5. RevoluciónVideo: El derribo del Norad II
6. Norad II
7. La baza
8. El gran empujónVideo: Rebelión Abierta
9. Nuevo Gettysburg
10. Cae el MartilloVideo: La inauguración

#### Raza: Zerg
1. Entre las ruinas
2. Egresión
3. El nuevo dominioVideo: El sueño
4. Agente del enjambre
5. El AmerigoVideo: La batalla sobre el Amerigo
6. El templario tétrico
7. La selección
8. Ojo por ojoVideo: El portal
9. La invasión de Aiur
10. El círculo completoVideo: La invasión de Aiur

#### Raza: Protoss
1. Primer ataque
2. Dentro de las llamas
3. Terreno elevadoVideo: La caída de Fénix
4. La caza de Tassadar
5. Escogiendo bandosVideo: La emboscada
6. En la oscuridad
7. Tierra NatalVideo: El retorno a Aiur
8. El juicio de Tassadar
9. Los cazadores de sombras
10. El ojo de la tormentaVideo: La muerte de la supermenteVideo: Créditos

### ExpansiónStarcraft Brood War
En la expansión cada campaña se divide en 8 capítulos con una secuencia de video al final de cada campaña.

#### Raza: Protoss
1. Huida de Aiur
2. Dunas de Shakuras
3. El legado de los Xel'Naga
4. La búsqueda del Uraj
5. La batalla de Braxis
6. Regreso a Char
7. El insurgente
8. Cuenta RegresivaPelícula: La furia de los Xel'Naga

#### Raza: Terran
1. Primer ataque
2. Los astilleros Dylarian
3. Ruinas de Tarsonis
4. Ataque a Korhal
  1. La caída del emperador (En tierra)
  2. La caída del emperador (Aves de guerra)
5. La huida del emperador
6. Sangre de patriota
7. Encadenar a la bestiaPelícula: Informe de la victoria del DUT

#### Raza: Zerg
1. Vil Disrupción
2. Reino de Fuego
3. El Combinado Kel-Morian
4. La Liberación de Korhal
5. Traición
6. La Furia del Enjambre
7. Tirando de la Red
8. Matar a la Bestia
9. El Ajuste de Cuentas
10. OmegaPelícula: La ascensión

## Expansiones y versiones

### Expansiones para PC
Poco antes del lanzamiento de StarCraft, Blizzard Entertainment desarrolló una campaña de juego demo shareware, denominado Loomings. Consta de tres misiones y un tutorial, y la campaña actúa como una precuela a los eventos de StarCraft, que tendrá lugar en una colonia de la Confederación en el proceso en el cual fue invadido por los Zerg. En octubre de 1999, Blizzard Entertainment hizo la precuela disponible para el juego completo como una campaña de mapa personalizado, la adición de dos misiones extra y lo alojaron en Battle.net. Además, la liberación completa de StarCraft incluyó una campaña secundaria titulada Enslavers. Consta de cinco misiones jugada tanto como los Terran y los Protoss, Enslavers se encuentra en la segunda campaña de StarCraft y sigue la historia de un contrabandista Terran, que se las arregla para tomar el control de un cerebrado Zerg y es perseguido tanto por los Protoss como por los Terran. Enslavers actúa como una campaña ejemplar de un solo jugador de editor para niveles del juego, destacando el uso de las características del programa.
La primera expansión de StarCraft, Insurrection, fue lanzada para Windows el 31 de julio de 1998. La expansión fue desarrollada por Aztech New Media y autorizada por Blizzard Entertainment. Su historia se centra en una colonia confederada separada, a la cual se alude en el manual de StarCraft, a raíz de un grupo de colonos Terran y una flota de Protoss luchan contra los Zerg y una creciente insurgencia local. Insurrection no fue bien recibido, siendo criticado por los críticos por su falta de calidad del juego original. Insurrection fue seguido a los pocos meses por una segunda expansión, Retribution. Desarrollado por Stardock, publicado por WizardWorks Software y autorizado por Blizzard Entertainment, Retribution sigue a las tres razas que intentan hacerse con el control de un cristal de gran alcance en una colonia del Dominio Terran. La expansión no fue recibido con apoyo crítico, y fue considerada como promedio y complicada. Después del lanzamiento de Retribution, Blizzard Entertainment anunció un paquete oficial de la nueva expansión que se prolongaría en la historia de StarCraft. StarCraft: Brood War fue creado y desarrollado conjuntamente por Blizzard Entertainment y Saffire. Brood War continúa la historia de StarCraft días después de su conclusión, y fue lanzado para Windows y Mac OS el 30 de noviembre de 1998 en los EE. UU. y en marzo de 1999 en Europa, y recibió elogios por la crítica.
Antes de Insurrection, un paquete de expansión no autorizado, denominado Stellar Forces, fue publicado por Micro Star, pero fue eliminado semanas más tarde, cuando Blizzard ganó el juicio en su contra. Constaba de 22 mapas para un solo jugador y 32 mapas multijugador, que eran bastante sencillos.

### Versión para Nintendo 64
StarCraft 64 fue lanzado para Nintendo 64 en el año 2000, codesarrollado por Blizzard Entertainment y Mass Media. El juego ofreció todas las misiones, tanto de StarCraft y la expansión Brood War, así como algunas misiones exclusivas, tales como dos diferentes tutoriales y una misión secreta nueva, Resurrection IV. Resurrection IV se estableció poco después de la conclusión de Brood War, y sigue a Jim Raynor cuando se embarca en una misión para rescatar al personaje de Brood War, Alexei Stukov, un vicealmirante de la Tierra que había sido capturado por los Zerg. Las misiones de Brood War requiere el uso de un Expansion Pack para ejecutarse. Además, StarCraft 64 incluye un modo cooperativo de pantalla dividida, que permite a dos jugadores controlar una fuerza en el juego o una partida aliada contra otros jugadores controlados por la computadora, (también requiere el Expansion Pack). StarCraft 64 no era tan popular como la versión para PC, y carecía de las capacidades multijugador en línea y el habla en la información de las misiones. Además, algunas escenas se acortaron. Blizzard Entertainment había considerado anteriormente una versión de PlayStation del juego, pero se decidió que el juego sería lanzado para Nintendo 64 en su lugar por tener mejores gráficas y un menor trabajo por tener menor capacidad un cartucho de Nintendo 64 que un CD-ROM en PlayStation.

### StarCraft: Remastered
Después de 19 años, el 2017, aparece StarCraft: Remastered, que incluye esta entrega y su expansión. Sus diferencias respecto a su versión original son:
- Texturizado de mapas, edificios y unidades a mayor escala para admitir pantallas widescreen y 4K, además de recoloración.
- Regrabación de efectos de sonido y banda sonora original.
- La interfaz fue codificada a UTF-8.
- Soporte con Windows 7, 8.1 y 10. En Mac, requiere su versión 10.11.
- En multijugador, se eliminó las opciones antiguas a favor de las funciones en línea de Blizzard para soportar las funciones en línea modernas.
- Interacción social con otros juegos de Blizzard.
- Traducido en 13 idiomas.

## Especies
Las especies en StarCraft están equilibradas. Tienen en general diferentes modalidades de juego. Si bien uno puede manejarlas en general, con cada una de ellas se necesita un período de entrenamiento para especializarse más y aprender a usarlas algo mejor. Por este motivo, en las ligas profesionales y demás, no es raro encontrar alguien que domine mejor una raza que otra, o prefiera una a otra, o se sienta más cómodo con alguna, o además, que prefiera con una raza enfrentar a una en particular (también depende qué habilidad tenga el otro jugador...); si bien también los expertos manejan muy bien todas.

### Terran
Los Terran son una especie con tecnología joven con un potencial psiónico. Estos representan a la raza humana en el juego. Los Terran del Sector Koprulu descienden de los supervivientes de una misión de la colonización del siglo XXIII directo de la Tierra. Comparados a los Protoss y los Zerg, los Terran están muy divididos en facciones y tienen que soportar las frecuentes guerras civiles, además de los conflictos más recientes con sus vecinos extranjeros. Sin embargo, los terran destacan como una de las tres especies dominantes de la galaxia. Son una raza rápida, versátil y relativamente numerosa.
Al principio, se crearon tres colonias, que dieron vida a los cimientos del dominio Terran: la Confederación Terran, la Coalición Kelmoriana y el Protectorado de Umoja. El revolucionario Arcturus Mengsk destruyó la Confederación ante el desastre de la invasión Zerg. Más tarde, bajo el mando del emperador Arcturus I, se estableció el Dominio Terran.
Los Terran se destacan por ser la única especie que puede construir en cualquier parte del terreno. Además, sus sistemas anti-gravitatorios permiten la migración de sus edificios para asentar nuevas bases. Las tácticas de esta raza son como un punto intermedio entre la necesaria calidad de los Protoss y la importante cantidad de los Zerg.
Ellos no tienen la avanzada tecnología Protoss ni las asombrosas facultades mutantes de los Zerg, pero sin embargo han aprendido las fortalezas y debilidades de estos, se han adaptado a ambos y sobrevivido, y obtenido algo de información de esas dos especies (algo a su favor, aprendiendo algo de ambas), y marcado un buen frente de batalla comparable a cada una.
Los mundos Terran son: Braxis, Korhal, Mar Sara, Moria, Nueva Folsom, Shiloh, Tarsonis y Umoja.

### Protoss
Los Protoss son una raza ancestral tecnológicamente avanzada que se caracteriza por sus grandes poderes psíquicos. Fue creada por los más antiguos Xel'Naga y es originaria del planeta Aiur. Estos tienen la peculiaridad de que pueden edificar solo sobre pilones, en las zonas psiónicas. Uno de sus personajes principales es Zeratul. Su sociedad está regida por El Cónclave, y su idioma es el khalani, que transmiten por vía telepática.
Durante un tiempo, los Protoss se consideraron la fuerza más poderosa de toda la galaxia, hasta que sucedió la guerra con los Zerg, donde aprendieron que una pequeña cantidad de soldados bien entrenados todavía no podía hacer frente a cantidades tan grandes de enemigos. Esto sucedió durante la invasión Zerg a su planeta.
Las unidades Protoss son guerreros fieros y perfectamente entrenados, y muchos de ellos llevan diversos implantes robóticos. Pero las mismas son más costosas y tardan más en crearse. Por lo tanto, su fuerza radica en la calidad de las unidades y no precisamente en la cantidad de las mismas.
Su planeta natal es Shakuras.

### Zerg
Los Zerg son seres extraterrestres con pensamiento de colmena guiados por una criatura líder conocida como la Supermente. Su característica principal es que todas sus unidades y edificios son seres vivos. Su elemento es la biomateria, donde se construyen edificios. Algo peculiar de los mismos es que sus edificios no se reparan, sino que se regeneran. Los Zerg son una raza rápida, versátil y numerosa.
Estaban bajo la obediencia absoluta de la llamada Supermente, hasta que atrapó a Sarah Kerrigan, una poderosa Terran. Hasta el momento, la Mente Suprema había intentado asimilar la superior raza Protoss, pero, con la captura de la Terran, crearon a la Reina de Espadas, que fue la única que pasó a mandar la colonia después de la destrucción de la Mente Suprema por los Protoss en la invasión a Aiur.
Los Zerg no tienen la avanzada tecnología Protoss (traducida entre otras cosas en robótica compleja y unidades mecánicas letales) pero compensan con la brutalidad o bestialidad (como puede verse por ejemplo en su unidad llamada Ultralisco) que se traduce en su velocidad, voracidad, regeneración y replicación, llevadas a cabo por su refinada e increíble capacidad de mutación genética masiva.
Sus planetas son: Aiur y Char.

## Planetas
A continuación están los planetas más importantes del juego StarCraft:
Aiur
Aiur es el planeta natal de los Protoss, que se encuentra en un sistema estelar con una sola estrella amarilla y posee una sola luna, Saalok, muy parecida a la Luna. Es, por lo menos, la tercera parte de los planetas terrestres del sistema, sin ir más lejos.
Antiga Prime
Antiga Prime es un planeta en el Sistema de Antiga. Era una colonia Terran, y fue el primer planeta o mundo en rebelarse contra la Confederación tras la destrucción de Korhal IV.
Braxis
Braxis, un planeta de hielo, era un bastión del Dominio Terran en el momento en cual la Flota Expedicionaria de la Dirección de la Tierra Unida llegó al Sector Koprulu. Mucho antes, había sido una colonia de los Protoss, con el nombre de Khyrador. Fue abandonada por los conflictos cada vez más importantes de los protoss y por las misteriosas tormentas que golpearon al planeta.
Char
Char es un planeta volcánico en o cerca del Sector Koprulu. Por la riqueza mineral de este planeta se lo disputan entre los Terran y los Zerg, que, más tarde, se establecieron en masa.
Korhal IV
Korhal IV (a menudo simplemente referido como Korhal) es el cuarto planeta del Sistema de Korhal, en el corazón del Sector Koprulu. Anteriormente un mundo templado, con al menos dos grandes océanos, se convirtió en un desierto nuclear por un bombardeo nuclear. Durante los cuatro años transcurridos desde el establecimiento del Dominio Terran, una gran parte del planeta se ha convertido en una ecumenópolis.
Mar Sara
Mar Sara es un planeta situado en el Sistema de Sara. Era una colonia Terran y estaba cerca de Chau Sara, además de ser el hogar de Jim Raynor. Fue invadida por los Zerg y, más tarde, sufrió un
bombardeo planetario masivo por parte de los Protoss, al igual que habían hecho con Chau Sara.
Shakuras
Shakuras es el planeta natal de los Templarios Tétricos. Posee, al menos, dos lunas de distintos tamaños, la mayor de las cuales tiene el camino orbital más externo y la más pequeña esta mucho más cerca del planeta. Su sistema de estrellas también cuenta con un gigante de gas.
Tarsonis
Tarsonis fue la capital mundial de la Confederación Terran. Se convirtió en el centro intelectual y político del Sector Koprulu. Un planeta templado, con un continente central y días de 27 horas, los residentes de Tarsonis fueron afectados por las poderosas erupciones solares.
Moria
Moria es un planeta rojo rico en recursos naturales ubicados en el Sector Koprulu. El planeta, excepcionalmente grande, es la base de operaciones del Combinado Kel-Morian.
Umoja
Umoja es uno de los tres mundos originalmente colonizados por los Terran del Sector Koprulu. Umoja es la base de operaciones del Protectorado de Umoja. Umoja tiene cielos cobrizos y el aire teñido de especias.

## Impacto cultural

### Recepción
StarCraft fue lanzado internacionalmente el 31 de marzo de 1998 y se convirtió en el juego de PC más vendido de ese año, con la venta de más de 1,5 millones de copias en todo el mundo. En la década siguiente, StarCraft vendió más de 9,5 millones de copias en todo el mundo, con 4,5 millones de ellos en Corea del Sur. Desde el lanzamiento inicial de StarCraft, Blizzard Entertainment informó que su servicio en línea multijugador Battle.net creció un 800 por ciento. StarCraft es uno de los juegos en línea más populares en el mundo.
Por lo general, StarCraft fue recibido positivamente por los críticos, y muchos críticos contemporáneos señalaron que, mientras el juego no se desvíe significativamente de la situación actual de la mayoría de los juegos de estrategia en tiempo real, era uno de los mejores que se han aplicado a la fórmula. Además, el uso pionero de StarCraft de tres razas distintas, únicas y equilibrado sobre dos lados iguales fue elogiado por los críticos, con GameSpot, que comentaron que esto ayudó el juego a "evitar el problema que ha plagado a todos los demás juegos en el género". Muchos críticos también elogiaron la fuerza de la historia que acompaña al juego, con algunos críticos que se impresionaron por lo bien que la historia se introduce en el juego. La voz del juego, en particular, fue elogiada; GameSpot, más tarde, proclamó el trabajo de la voz en el juego como uno de los mejores en la industria con un diez. Del mismo modo, los aspectos multijugador del juego se han recibido positivamente. StarCraft ha recibido múltiples premios, incluyendo ser nombrado como uno de los mejores juegos de todos los tiempos tanto por GameSpot e IGN. De acuerdo con Blizzard Entertainment, StarCraft ha ganado 37 premios, y ha recibido una estrella en el suelo del Metreon como parte del Walk of Game en San Francisco a principios de 2006.
Aunque en el momento los gráficos y audio de StarCraft fueron elogiados por la crítica, comentarios posteriores han señalado que los gráficos no se pueden comparar con los juegos más modernos. La capacidad de la inteligencia artificial del juego para navegar por las unidades de puntos de referencia también se enfrenta a enérgicas críticas, con PC Zone indicando que la incapacidad de los desarrolladores para hacer un sistema de búsqueda de caminos efectivos era "el elemento más irritante del género de estrategia en tiempo real". Además, los encuestados han manifestado su preocupación sobre algunas familiaridades entre las estructuras de la unidad de cada raza, así como por el desequilibrio potencial de los jugadores con el uso de tácticas por tierra los primeros en los juegos multijugador. Blizzard Entertainment se ha esforzado por equilibrar las tácticas de punta en las actualizaciones posteriores. La versión de Nintendo 64 del juego no fue recibida como positiva por los revisores, y fue criticada por los gráficos pobres en comparación con la versión para PC. Sin embargo, los críticos hicieron elogios de los medios de juego y a Mass Media por el uso de controles efectivos sobre el gamepad y el mantenimiento de la alta calidad del audio.

### Legado
GameSpot describió StarCraft como "El juego de definición de su género. Es el estándar por el cual todos los juegos de estrategia en tiempo real son juzgados." IGN declaró que StarCraft "es, sin duda, uno de los mejores, si no el mejor, de los juegos de estrategia en tiempo real jamás creados." StarCraft se incluye frecuentemente en los mejores rankings de videojuegos de la industria, ya que, por ejemplo, ocupa el puesto 37 en los 100 mejores juegos de todos los tiempos de Edge. Incluso se lo ha tenido en el espacio, porque Daniel Barry llevó una copia del juego con él en la misión del transbordador espacial STS-96 en 1999. La gran popularidad de StarCraft logró la adjudicación de cuatro récords mundiales para videojuegos del Libro Guinness de los récords, incluyendo la "Mejor venta de un videojuego de estrategia para PC", "Ingresos más grande en el juego profesional" y "Mayor audiencia para un concurso de videojuegos", cuando 120.000 aficionados acudieron a ver el final de la temporada 2005 de Proleage SKY Proleague en Busan, Corea del Sur. Los investigadores han demostrado que la audiencia para ver partidas de StarCraft es diversa y que utiliza casos de información asimétrica para hacer el juego más entretenido para los espectadores. Además, StarCraft ha sido el tema de un curso académico; UC Berkeley ofreció un curso de introducción en teoría y estrategia del videojuego dirigido para los estudiantes en la primavera de 2009. El verbo "zerg" ha entrado en el uso general estadounidense como un término de videojuegos para referirse a la táctica zerg de ir persiguiendo a un oponente con una gran fuerza de unidades débiles.
Después de su lanzamiento, StarCraft creció rápidamente en popularidad en Corea del Sur, haciendo su camino con el tiempo para convertirse en deporte nacional del país después de establecer una exitosa escena pro jugadora. Los jugadores profesionales en Corea del Sur son celebridades en los medios, y los videojuegos de StarCraft se emiten en más de tres canales de televisión dedicados a las competiciones de juego profesional. Los jugadores profesionales en Corea del Sur han ganado contratos de televisión, patrocinios y premios en torneos, lo que permitió a uno de los jugadores más famosos, Lim Yo-Hwan (BoxeR), tener un club de fanes de más de medio millón de personas. Uno de los jugadores, Lee Yun-Yeol (NaDa), reportó ganancias en el 2005 de US$ 200.000 ($241.506 en 2014).
StarCraft fue parte del Curso Básico Aeroespacial de la Fuerza Aérea de los Estados Unidos, que se utilizaba para enseñar a los oficiales recién activos sobre la planificación de crisis bajo presión y el servicio conjunto en el trabajo en equipo. El ajuste de la ciencia ficción permitió a los estudiantes centrarse en las tácticas de batalla.
En 2014 una versión no oficial de la mano de la consola Pandora y la arquitectura ARM se puso a disposición de la recompilación estática y la ingeniería inversa de la versión original de x86.

### Productos licenciados
La historia de StarCraft ha sido adaptada en varias novelas. La primera novela, Uprising, que fue escrita por el empleado de Blizzard Micky Neilson y publicada en diciembre de 2000, actúa como una precuela de los acontecimientos de StarCraft. Otras novelas, como Liberty's Crusade de Jeff Grubb, y Queen of Blades de Aaron Rosenberg, cuentan la historia del juego desde diferentes perspectivas. En la BlizzCon 2007, el creador de StarCraft Chris Metzen declaró que esperaba novelar la totalidad de StarCraft y su expansión Brood War en una historia basada en texto definitivo. Novelas posteriores, como la sombra de Shadow of the Xel'Naga de Gabriel Mesta, y The Dark Templar Saga de Christie Golden, amplían aún más la historia, creando el escenario para StarCraft II.
Una serie de figuras de acción y estatuas coleccionables basadas en los personajes y unidades de StarCraft fueron producidas por ToyCom. Una serie de maquetas, hechos por Academy Hobby Model Kits, también se produjeron, mostrando versiones a escala de la marina y la hidralisco zerg. Además, Blizzard Entertainment se asoció con Fantasy Flight Games para crear un juego de mesa con esculturas detalladas de los personajes del juego. Blizzard Entertainment también licencio a Wizards of the Coast para producir un juego Alternity basado en el nombrado videojuego titulado StarCraft Adventures.